# Gérald Schurr
Pour les articles homonymes, voir Schürr.
Marie Stéphane Gérald Schurr, né le 12 janvier 1915 dans le 4e arrondissement de Paris et mort le 20 décembre 1989 dans le 13e arrondissement, est un journaliste, critique d'art et historien de l'art français.
Il est le frère du peintre Claude Schürr (1921-2014).

## Biographie
Collectionneur d'art renommé (collection d'autoportraits d'artistes), journaliste, Gérald Schurr collabore à Connaissance des arts, Arts puis à La Gazette de l'Hôtel Drouot. Il est surtout connu par les notices et critiques rassemblées dans les volumes consacrés aux Petits Maitres de la peinture et, jusqu'en 1996, par son Guide Argus de la Peinture du XIXe siècle à nos jours, qui, chaque année, avec le fameux Bénézit, a longtemps éclairé les marchands et collectionneurs sur l'évolution du marché et la cote de très nombreux peintres.

## Monographies d'artistes
- José Palmeiro, avec Jean Bouret et Manuel Mujica Láinez, Paris, Éditions Soleil, 1965.
- Priking, Paris, Éditions Galerie Martin-Caille, 1979.
- Alfred Casile, Éditions de l'Amateur, 1996, 192 p.